# Samiilivka, Kozeleț
Samiilivka (în ucraineană Самійлівка) este un sat în comuna Olbîn din raionul Kozeleț, regiunea Cernihiv, Ucraina.

## Demografie
Componența lingvistică a localității Samiilivka
     Ucraineană (100%)
Conform recensământului din 2001, toată populația localității Samiilivka era vorbitoare de ucraineană (100%).